# عمل کشتن
عملِ کُشتن (به انگلیسی: The Act of Killing) یا به زبان اندونزیایی قصّاب (اندونزیایی: Jagal) فیلم مستندِ تاریخی است به کارگردانی جاشوآ اوپنهایمر که در سال ۲۰۱۲ منتشر شد.

این فیلم توانست برای دریافتِ جایزه اسکار بهترین فیلم مستند بلند در سال ۲۰۱۳ نامزد شود.

## داستان
عمل کشتن مستندی است در ارتباط با سری کشتارهایی ۱۹۶۵ اندونزی است که طی آن بیش از یک میلیون نفر با گرایش‌های کمونیستی به کام مرگ فرستاده شدند. فیلم با شکنجه گران بازمانده از آن دوران به مصاحبه می‌پردازد. هنگامی که سوهارتو، سوکارنو رئیس‌جمهور وقت را سرنگون می‌سازد، در پی شکست کودتا جنبش ۳۰ سپتامبر گانگسترهایی چون 'انور کنگو' و 'ادی زولکاردی' از بلیت فروشی سینما در بازار سیاه به رهبری بزرگترین جوخه‌های مرگ می‌رسند. آن‌ها حتی از چینی‌ها بابت چشم پوشی از مرگ شان اخاذی می‌کردند. گفته می‌شود خود انور به تنهایی بیش از ۱۰۰۰ نفر را به قتل می‌رساند. امروزه انور در حزب راست پمودا پانکاسیلا که برخاسته از جوخه‌های مرگ آن دوران است فرد مورد احترامی است. این ارگان سیاسی و نظامی به قدری قدرتمند است که بسیاری از وزرا و مقامات و دولت از این گروه برخواسته‌اند و از فساد، تقلب برای پیشبرد اهداف حزب کوتاهی نمی‌کنند.

به دعوت کارگردان جاشوآ اوپنهایمر، انور قتل‌هایی که انجام داده را صحنه‌سازی و بازگو می‌کند و از احساسی که دارد می‌گوید. فیلم جنبه‌های مختلفی از انور و دوستانش نشان می‌دهد ولی تجربه خود انور است که تمرکز اصلی و دراماتیک را در مستند دارد. برخی از دوستان انور معتقد اند که قتل‌ها اشتباه بوده برخی دیگر هم از تأثیر عواقب فیلم بر چهره‌شان در نگاه عموم احساس نگرانی می‌کنند.

هنگامی که انور سعی در بازسازی صحنه سعی دارد که خود را جای مقتول قرار دهد می‌بیند که نمی‌تواند ادامه دهد، اوپنهایمر از پشت دوربین به او می‌گوید حال مقتول‌ها به مراتب بدتر بوده چونکه می‌دانستند این‌ها دیگر صحنه‌سازی نیست. انور بابت اینکه آیا گناه کرده یا نه در یک شک عمیقی فرورفته‌است می‌گوید دوست ندارد به این موضوع فکر کند، او در حین بازسازی صحنه‌های قتل به یاد خاطرات کشتارهایی که کرده می‌افتد و دچار تهوع می‌شود.